# Konstantin Mierieżkowski
Konstantin Siergiejewicz Mierieżkowski (ros. Константин Сергеевич Мережковский, ur. 23 lipca?/4 sierpnia 1855 w Sankt Petersburgu, zm. 10 stycznia 1921 w Genewie) – rosyjski biolog i botanik, profesor Uniwersytetu Kazańskiego. Był bratem Dmitrija Mierieżkowskiego. Jego prace nad porostami doprowadziły go do wysunięcia teorii symbiogenezy, według której większe, bardziej złożone komórki powstały na skutek symbiotycznych relacji między mniej złożonymi komórkami. Opisał swoją teorię w 1909 roku w pracy w języku rosyjskim, chociaż jej założenia pojawiły się już w pracy z 1905 roku. Teoria Mierieżkowskiego powstała wiele lat przed powszechnie przyjętą dziś teorią endosymbiozy sformułowaną w latach 70. XX wieku przez Lynn Margulis.

## Życiorys
Był lichenologiem; za jego czasów odkryto symbiotyczny charakter tej grupy organizmów. Pod koniec XIX wieku jego kolekcja porostów liczyła ponad 2000 okazów zebranych w Rosji, Austrii i obszarze basenu Morza Śródziemnego. Kolekcja ta jest obecnie w posiadaniu Uniwersytetu Kazańskiego. Poza porostami Mereżkowski badał m.in. stułbie. Stosowany w botanice oficjalny skrót jego nazwiska brzmi Mereschk.
Odrzucał teorię ewolucji i nie wierzył, aby selekcja naturalna wyjaśniała powstawanie nowych gatunków. Jego oponentem był inny rosyjski lichenolog, Aleksandr Jelenkin.

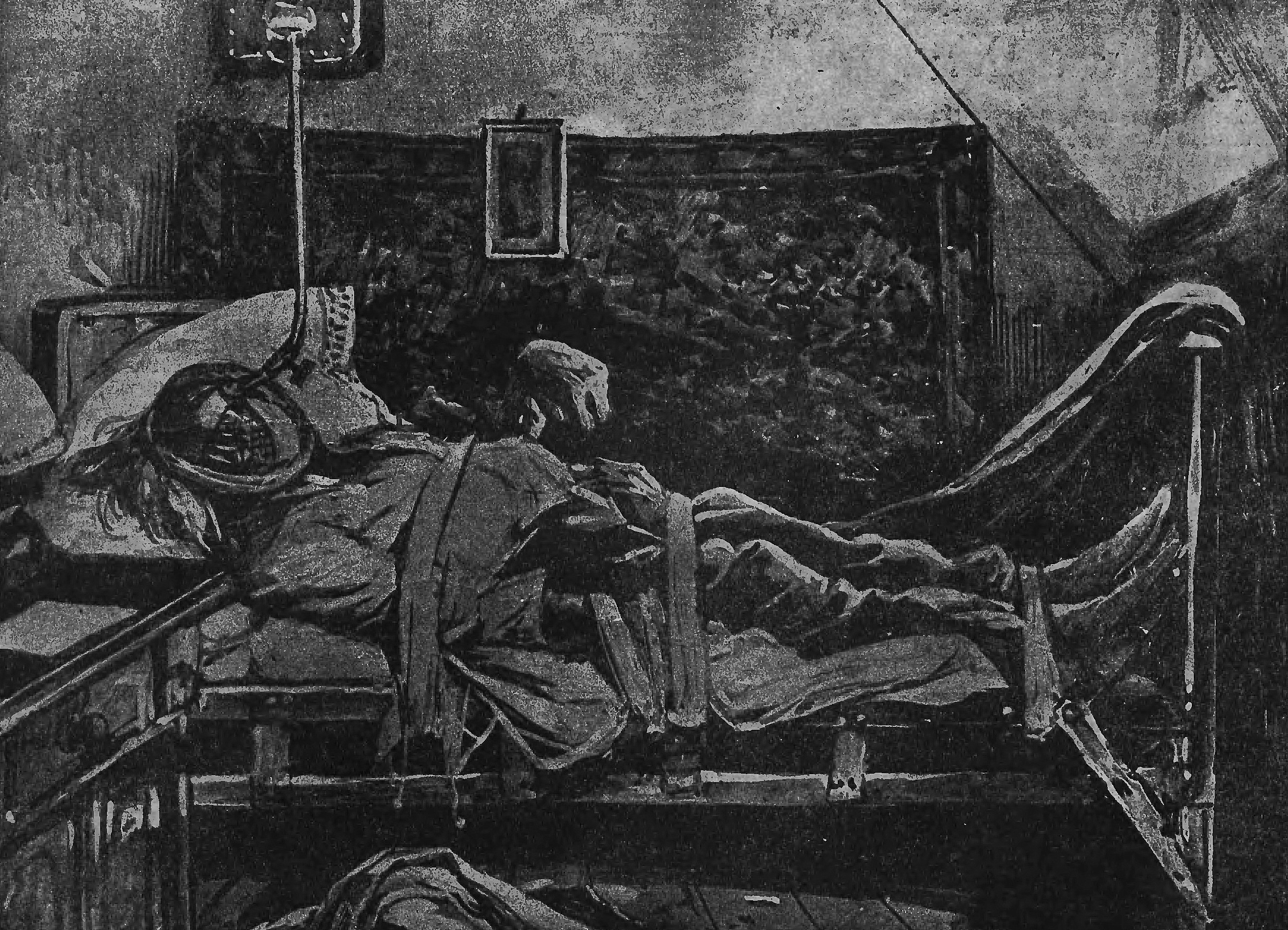
Scena samobójstwa Konstantina Mierieżkowskiego przedstawiona na okładce „Nowości Illustrowanych”

Popadłszy w nędzę popełnił samobójstwo, przywiązując się do łóżka i doprowadzając rurką do ust, poprzez maskę na twarzy, mieszaninę chloroformu i narkotyków, zaś na drzwiach pozostawił wiadomość o treści: „Jestem za biedny, aby móc żyć, a za stary, by móc pracować. Muszę umrzeć”.

## Wybrane prace
- Mereschkowski KS. Über Natur und Ursprung der Chromatophoren im Pflanzenreiche. Biologisches Centralblatt 25, s. 593–604, 689–691, 1905
- Tłum. na angielski: Annotated English translation of Mereschkowsky’s 1905 paper Über Natur und Ursprung der Chromatophoren im Pflanzenreiche[3]. 1999